# ميثودية
الميثودية أو المنهجية أو المنهاجية هي طائفة مسيحية بروتستانتية ظهرت في القرن الثامن عشر في المملكة المتحدة على يد جون ويزلي، وانتشرت في بريطانيا ولاحقا من خلال الأنشطة التبشيرية في المستعمرات البريطانية حتى الولايات المتحدة الأمريكية. كانت موجهة بشكل أساسي للعمال والفلاحين والعبيد، واعتمدت فيما يتعلق بمسألة الخلاص على اللاهوت الأرميني (نسبة إلى جاكوب أرمينيوس) القائل بإمكانية خلاص كل إنسان، مناقضة بذلك عقيدة الاختيار المسبق للكالفينية. تنسب الحركة الميثودية نفسها للصحوة الإنجيلية في بريطانيا في القرن الثامن عشر وتتبع أعمال جون ويزلي، الذي كان رجل دين أنجليكانيًا، ويشكل أتباعها ما يقارب سبعين مليونا في جميع أنحاء العالم.
علاوة على التبشير، تشدد الميثودية على الأعمال الخيرية ودعم المرضى والفقراء والمنكوبين من خلال أعمال الرحمة. توضع هذه المُثُل، المعروفة مجتمعة باسم الإنجيل الاجتماعي، موضع التنفيذ من خلال إنشاء المستشفيات ودور الأيتام ومطابخ الحساء والمدارس بهدف اتباع أمر المسيح بنشر الإنجيل وخدمة جميع الناس.
تنطوي الحركة على طائفة واسعة من أشكال العبادة، والتي تتراوح بين الكنيسة العليا والكنيسة الدنيا في الاستعمال الليتورجي، فضلًا عن إعادة إحياء الخيام، وعقد اجتماعات المخيمات في أوقات معينة من السنة. تتسم الطوائف التي تنحدر من التقاليد الميثودية البريطانية بأنّها أقل شعائرية عمومًا، بينما تتجاوز الميثودية الأمريكية أكثر من ذلك، ولا سيما الكنيسة الميثودية المتحدة. تشتهر الميثودية بتقاليدها الموسيقية الغنية، ونشط تشارلز ويزلي في كتابة الكثير من التراتيل الميثودية.
ينحدر الميثوديون الأوائل من جميع مستويات المجتمع، بما في ذلك الطبقة الأرستقراطية، ونشر الواعظون الميثوديون الرسالة بين العمال والمجرمين الذين تُرِكوا خارج الدين المنظم آنذاك. في بريطانيا، مارست الكنيسة الميثودية تأثيرًا كبيرًا خلال العقود الأولى للطبقة العاملة النامية (1760-1820). في الولايات المتحدة، اعتنق العديد من العبيد الذين أسسوا فيما بعد كنائس للسود التقاليد الميثودية. عُرف الميثوديون تاريخيًا بتمسكهم بمذهب الانفصالية عن العالم، الذي يتجلى في معاييرهم التقليدية المتمثلة في الامتناع عن المسكرات، وحظر القمار، وحضور الاجتماعات الصفية بانتظام، والالتزام بصيام يوم الجمعة أسبوعيًا.

## خلفية تاريخية
رأت الميثودية بأن الكنيسة الأنغليكانية قد ابتعدت عن الإيمان الحقيقي بسبب التدين الخارجي، فدعت الناس للعودة لأعماق الإيمان استنادا على نظام تقوي يقوم على التأمل، ولهذا السبب سميت بالميثودية (method = نظام).
كانت هذه الحركة في بدايتها على شكل جمعيات، قامت لاحقا بتنظيم نفسها في كنيسة مستقلة عن الكنيسة الأنغليكانية عام 1784م، ولم يحدث تصادم حقيقي بين الحركة الميثودية والأنغليكانيين حتى عام 1795م حيث أعلنت الحركة خروجها عن كنيستهم نهائيا ورسميا.
دخل الشقاق جسم الكنيسة الميثودية عام 1881م بعد وفاة ويزلي وتحولت إلى كنائس صغيرة، وبعدها سعت أطراف ميثودية لإعادة توحيدها ونجحوا في ذلك حيث تم اتحاد الكنيسة الميثودية الويسلية، الكنيسة الميثودية الأولية والكنيسة الميثودية المتحدة في 20 سبتمبر 1932 لتشكل ما يعرف رسميا باسم الكنيسة الميثودية لبريطانيا العظمى. وبالنسبة للكنيسة الميثودية في أمريكا فتلك الأخرى أيضا كانت قد تقسمت لعدة كنائس أُعيد توحيدها عام 1968م.

## النشأة
بدأ مجموعة من الرجال إحياء الميثودية في إنجلترا، بما في ذلك جون ويزلي (1703-1791) وشقيقه الأصغر تشارلز (1707-1788)، باعتبارها حركة تنتمي لكنيسة إنجلترا في القرن الثامن عشر. أسس الإخوة ويزلي «النادي المقدس» في جامعة أكسفورد، حيث كان جون زميلًا ثم محاضرًا في كلية لينكولن. عقد النادي اجتماعات أسبوعية وعاش أفراده حياة مقدسة بانتظام. اعتادوا على استقبال التجمعات كل أسبوع، والصيام بانتظام، والامتناع عن معظم أشكال التسلية والترف، وداوموا على زيارة المرضى والفقراء، فضلًا عن السجناء. وصف زملاؤهم الطلاب هذه الزمالة بالميثودية بسبب الطريقة التي اتبعوا بها «القاعدة» و «المنهجية» للاضطلاع بشؤونهم الدينية. استغل جون، زعيم النادي، الاستهزاء المتعمد وحوله إلى لقب شرف.
في عام 1735، وبدعوة من مؤسس مستعمرة جورجيا، الجنرال جيمس أوجلثورب، عُيّن جون وتشارلز ويزلي قساوسة في أمريكا للمستعمرين ومبشرين للأمريكيين الأصليين. لم ينجح الإخوة في عملهم، وعادوا إلى إنجلترا مدركين افتقارهم إلى الإيمان المسيحي الحقيقي. طلبوا المساعدة من بيتر بوهلر وأعضاء الكنيسة المورافية الآخرين. أثناء خدمة الكنيسة المورافية في ألدرسغيت في 24 مايو 1738، أدرك جون ما أصبح يطلق عليه اعتناقه الإنجيلي، عندما شعر حسب قولة «بدفء غريب في قلبه». كتب في يومياته: «شعرت أنني أثق في المسيح وحده من أجل الخلاص، ومُنحت تأكيدًا بأنه انتزع خطاياي، حتى خاصتي، وأنقذني من شريعة الخطيئة والموت». أبلغ تشارلز عن تجربة مماثلة قبل ذلك بأيام قليلة. كتب دانيال بورنيت، فيما يُعتبر لحظة محورية: «إن تجربة جون في ألدرسغيت مهمة، فبدونها لن تكون أسماء ويزلي والميثودية على الأرجح سوى حواشي غامضة في صفحات تاريخ الكنيسة».
شرع الأخوان ويزلي على الفور في دعوة الأفراد والجماعات إلى الخلاص بالإيمان، في المنازل والمجتمعات الدينية والكنائس القليلة التي لم تغلق أبوابها أمام الوعاظ التبشيريين. تأثر جون ويزلي باللاهوتي الهولندي جاكوبوس أرمينيوس (1560-1609). رفض أرمينيوس التعاليم الكالفينية التي ترى أن الإله قدّر النعيم الأزلي لمجموعة مُختارة من الناس بينما قدّر الهلاك لغيرهم. على النقيض من ذلك، اشتهر كل من جورج وايتفيلد (1714-1770)، وهويل هاريس (1714-1773)، وسيلينا هاستينغز، مستشارة هنتنغدون (1707-1791) بكونهم من الميثوديين الكالفينيين.
انضم جورج وايتفيلد، في أعقاب عودته من مهمته الخاصة في جورجيا، إلى الأخوين ويزلي في ما أصبح لاحقًا حملة وطنية. اشتهر وايتفيلد، الذي كان زميلًا لطلاب الأخوين ويزلي وعضوًا بارزًا في النادي المقدس في أكسفورد، بقسيسيته المتجولة غير الأرثوذكسية، والتي كرسها للوعظ في الهواء الطلق بغية الوصول إلى آلاف الحشود. من الخطوات الجوهرية التي اتبعها جون ويزلي في تطوير قسيسيته، كما فعل وايتفيلد، الوعظ في الحقول والمجمعات والكنائس لأولئك الذين لا ينتظمون لخدمات كنيسة الأبرشية. بالتالي، كان العديد من معتنقي الميثودية ممن انفصلوا عن كنيسة إنجلترا، وبقي ويزلي أحد رجال الدين في كنيسة إنجلترا وأصر على أن يلتحق الميثوديون بكنيستهم الأبرشية المحلية وكذلك على عقد اجتماعات الميثودية لأن قس الكهنوت هو وحده من بإمكانه أداء مقدسات التعميد والتواصل.
في مواجهة المسؤوليات الإنجيلية والرعوية المتزايدة، عين ويزلي ووايتفيلد خطباء وقادة علمانيين. ركز الدعاة الميثوديون على تبشير الأشخاص الذين «أهملتهم» كنيسة إنجلترا القائمة. نظّم ويزلي ومساعدوه من الدعاة المتحولين الجدد ضمن مجتمعات ميثودية. جرى تقسيم هذه المجتمعات إلى مجموعات عُرفت بالطبقات –اجتماعات ودية يُشجّع فيها الأفراد على الاعتراف بخطاياهم لبعضهم البعض ومساندة بعضهم البعض. شاركوا في مهرجانات الحب التي سمحت بمشاركة الشهادة، وهي أحد السمات المميزة للميثودية المبكرة. ولّد النمو في الأعداد والعداء المتزايد المتأثر بإنعاش التحول إحساسا عميقًا بهوية الشراكة. رأى الميثوديون أن الإيمان المسيحي قائم على ثلاثة تعاليم:
1. جميع الناس، بطبيعتهم، «ميتون في الخطيئة».
2. الناس مُبررون بالإيمان وحده.
3. ينتج الإيمان قداسة داخلية وخارجية.[9]

سرعان ما أصبح ويزلي قائدًا رئيسيًا للحركة بفضل مهاراته التنظيمية. اعتنق وايتفيلد الكالفينية، بينما عارض ويزلي مبدأ القدر صراحة. زعم ويزلي (ضد المذهب الكالفيني) أنه من الممكن أن يحظى المسيحيون بمباركة ثانية –تقديس كامل (الكمال المسيحي) في هذه الحياة: محبة الله وجيرانهم، ووقار القلوب وتواضعها، والامتناع عن كل مظهر للشر. كان من شأن هذه الاختلافات وضع العديد من القيود والضغوط على التحالف بين وايتفيلد وويزلي، وأصبح ويزلي معاديًا لوايتفيلد تمامًا عقب علاقات وثيقة. توسل وايتفيلد باستمرار إلى ويزلي ألا يدع الخلافات اللاهوتية تقطع صداقتها، في الوقت الذي أعادا تكوين صداقتهما مجددًا، على الرغم من أن العديد من أتباع وايتفيلد رأوا أن هذا هو حل وسط مذهبي.
خشي العديد من رجال الدين في كنيسة إنجلترا أن يكون للمذاهب الجديدة التي أصدرها الميثوديون آثار سلبية على الأذهان الضعيفة، كضرورة ولادة جديدة للخلاص –أول أعمال النعمة والتبرير بالإيمان والعمل المستمر للروح القدس على روح المؤمن. كتب ثيوفيلوس إيفانز، وهو ناقد مبكر للحركة، أن «الميل الطبيعي لسلوكهم، والمتمثل في الصوت والإيماءات والتعبيرات المروعة، هو ما جعل الناس مجانين». في إحدى منشوراته، هاجم ويليام هوغارث الميثوديين على أنهم «متحمسون» تملؤهم «السذاجة والخرافة والتعصب». تعرض الميثوديون كذلك لهجمات جسدية عنيفة –قتلت أحد العصابات ويزلي في ويندزبري عام 1743. رد الميثوديون بقوة على منتقديهم وازدهروا رغم الهجمات التي تعرضوا لها.
سعى الميثوديون في البداية إلى الإصلاح داخل كنيسة إنجلترا فقط، ولكن الحركة انفصلت تدريجيًا عن تلك الكنيسة. عارض جورج وايتفيلد رجال الدين الإنجليز بسبب تفضيله الصلاة المرتجلة عوضًا عن الأشكال الثابتة للصلاة في كتاب الصلاة المشتركة، بالإضافة إلى إصراره على ضرورة المولد الجديد.
اتسعت الفجوة بين جون ويزلي وكنيسة إنجلترا تدريجيًا، وذلك في أعقاب تكاثر المجتمعات الميثودية، وتبني عناصر من النظام الكنسي، واحدة تلو الأخرى. في عام 1784، واجه ويزلي النقص في عدد الكهنة في المستعمرات الأمريكية جراء قيام الحرب الثورية الأمريكية من خلال إصدار المواعظ لأمريكا مع سلطة إدارة المقدسات. أسفرت تصرفات ويزلي تلك عن تعجيل الانقسام بين الميثوديين الأمريكيين وكنيسة إنجلترا (التي رأت أن توزيع الأشخاص على القسيسيات كان مهمة الأساقفة وحدهم).

## الإيمان والانتشار
تعترف الكنيسة الميثودية بقانون إيمان الرسل وتترك لأفرادها حرية الإيمان بكل أو ببعض ما ورد فيه، وتركز بصورة كبيرة على المشاعر الروحية أو الخبرة الصوفية التي يعيشها المؤمن عند اهتداءه، وتؤكد على قوة الروح القدس وعلى حاجة الإنسان إلى إقامة علاقة شخصية مباشرة مع الله، وتطالب بالالتزام بالبساطة في العبادة، وعلى الحرص على مساعدة المحرومين.
يمثل الكنيسة الميثودية اليوم عدد من الطوائف والمنظمات الدولية. تجتمع الكنائس الميثودية اليوم (والتي يقدر عددها بالأربعين) بما يعرف بالرابطة الميثودية العالمية، ويبلغ عدد أفرادها ما يقارب 70 مليونا في مختلف أنحاء العالم.
| القارة            | الكنيسة الميثودية البروتستانتية (الكنيسة الميثودية المتحدة) | الكنائس الميثودية الأخرى |
| ----------------- | ----------------------------------------------------------- | ------------------------ |
| أفريقيا           | 1.700.000                                                   | 14.600.000               |
| آسيا              | 78.000                                                      | 18.200.000               |
| أوروبا            | 116.000                                                     | 1.600.000                |
| جنوب غرب آسيا     | -                                                           | 32.000                   |
| أمريكا الشمالية   | 8.300.000                                                   | 29.100.000               |
| أمريكا الوسطى     | -                                                           | 1.100.000                |
| أمريكا الجنوبية   | -                                                           | 2.700.000                |
| جزر المحيط الهادي | -                                                           | 2.900.000                |
| المجموع           | 10.200.000                                                  | 70.200.000               |

## وصلات خارجية
- الكنيسة الميثودية في بريطانيا